# № 2 (акат)
«№ 2» — акат Черноморского флота Российской империи, одно из двух судов такого типа, построенных для российского флота. Находился в составе флота с 1791 года, принимал участие в практических и крейсерских плаваниях в Чёрном море, а также использовался в качестве брандвахтенного судна.

## История постройки
Акаты строились по инициативе князя Г. А. Потемкина. Им же было придумано и наименование для этого класса судов, произошедшее от наименования древнеримского трёхмачтового судна акатиона. Первоначально предполагалось построить серию акатов и использовать их для крейсерской и посыльной службы, однако после смерти князя их строительство прекратилось. За всё время было построено только два судна этого класса «Ирина» и № 2.

## Описание судна
Акат № 2 представлял собой парусный деревянный акат, был одним из двух судов этого класса. Длина судна составляла 29 метров, ширина по сведениям из различных источников от 7,9 до 7,96 метра, осадка от 3,4 до 3,5 метра и глубиной интрюма от 3,1 до 3,35 метра. Три мачты аката несли прямое парусное вооружение. Судно было оснащено десятью парами вёсел, для которых в конструкции судна имелись небольшие порты.
По каждому борту судно имело по шесть орудийных портов, находившихся на расстоянии 1,68 метра от уровня воды, при этом носовые орудийные порты предназначались для погонных орудий. Первоначальное вооружение судна по сведениям из различных источников могло состоять из:
1. Двух 3-пудовых гаубиц и шестнадцати единорогов[1];
2. Четырёх 24-фунтовых медных пушек, двух 12-фунтовых чугунных пушек, шести 8-фунтовых медных пушек и шести 1/4-пудовых медных единорогов[5].

Однако на момент 1799 года на судне было установлено две 3-пудовые гаубицы в качестве погонных орудий, десять 1/2-пудовых полукартаульных единорогов по бортам и шесть 8-фунтовых единорогов на юте и баке.
Акат оснащался 12-вёсельным баркасом и двумя 8-вёсельными шлюпками.
Экипаж судна состоял из 100—107 человек, однако для абордажных действий и высадки десантов акат мог брать на борт мушкетёров. Состав  акатной роты в 1792 году включал 111 рядовых мушкетёров, 8 унтер-офицерских чинов и барабанщиков и 6 офицеров.

## История службы
Акат № 2 был заложен в Николаевском адмиралтействе в ноябре 1790 года и после спуска на воду 30 сентября (11 октября) 1791 года вошёл в состав Черноморского флота. В документах указано, что строительство вёл корабельный мастер А. П. Соколов, однако из переписки Г. А. Потемкина следует, что строительство должно было быть поручено греческому мастеру, из чего можно сделать вывод, что фактически строительство аката велось греческим мастером, имя которого не сохранилось, а А. П. Соколов осуществлял общее руководство постройкой.
В 1791 году акат покинул Николаев и ушёл в Севастополь. В 1792 году совершал плавания между Севастополем и Глубокой Пристанью. В 1794 году выходил в практические плавания в Чёрное море, после чего встал на брандвахтенную службу в Севастополе, которую нёс до 1798 года.
24 сентября (5 октября) 1798 года был включён в эскадру контр-адмирала И. Т. Овцына и в её составе ушёл из Севастополя в крейсерское плавание к берегам Крыма. 11 (22) октября эскадра попала в сильный шторм, во время которого потеряла 3 фрегата, а акат был отнесён к Босфору. Однако, несмотря на тяжёлые погодные условия, судну удалось 25 октября (5 ноября) вернуться в Севастополь.
Ежегодно с 1799 по 1804 год выходил в плавания в Чёрное море, при этом в кампанию 1802 года командир корабля капитан-лейтенант К. Г. Гайтани был награждён орденом Святого Георгия IV степени за 18 морских кампаний. Сведений о дальнейшей судьбе аката № 2 не сохранилось.

## Командиры судна
Командирами аката «Ирина» в разное время служили:
- капитан-лейтенант Д. Юнг (1791 год)[13];
- капитан-лейтенант В. И. Языков (1792 год)[14];
- капитан-лейтенант Х. И. Клапакис (1794—1797 годы)[9];
- лейтенант, а с 8 (19) мая 1799 года капитан-лейтенант К. Г. Гайтани (1798—1803 годы)[15];
- лейтенант Т. П. Алексеев (1804 год)[16].